# Goyenia
Goyenia es un género de arañas araneomorfas de la familia Desidae. Se encuentra en  Nueva Zelanda.

## Lista de especies
Según The World Spider Catalog 12.0:
- Goyenia electa Forster, 1970
- Goyenia fresa Forster, 1970
- Goyenia gratiosa Forster, 1970
- Goyenia lucrosa Forster, 1970
- Goyenia marplesi Forster, 1970
- Goyenia multidentata Forster, 1970
- Goyenia ornata Forster, 1970
- Goyenia sana Forster, 1970
- Goyenia scitula Forster, 1970
- Goyenia sylvatica Forster, 1970